# Lecteria acanthosoma
Lecteria acanthosoma är en tvåvingeart som beskrevs av Alexander 1969. Lecteria acanthosoma ingår i släktet Lecteria och familjen småharkrankar.
Artens utbredningsområde är Panama. Inga underarter finns listade i Catalogue of Life.